# Filar Adeptów

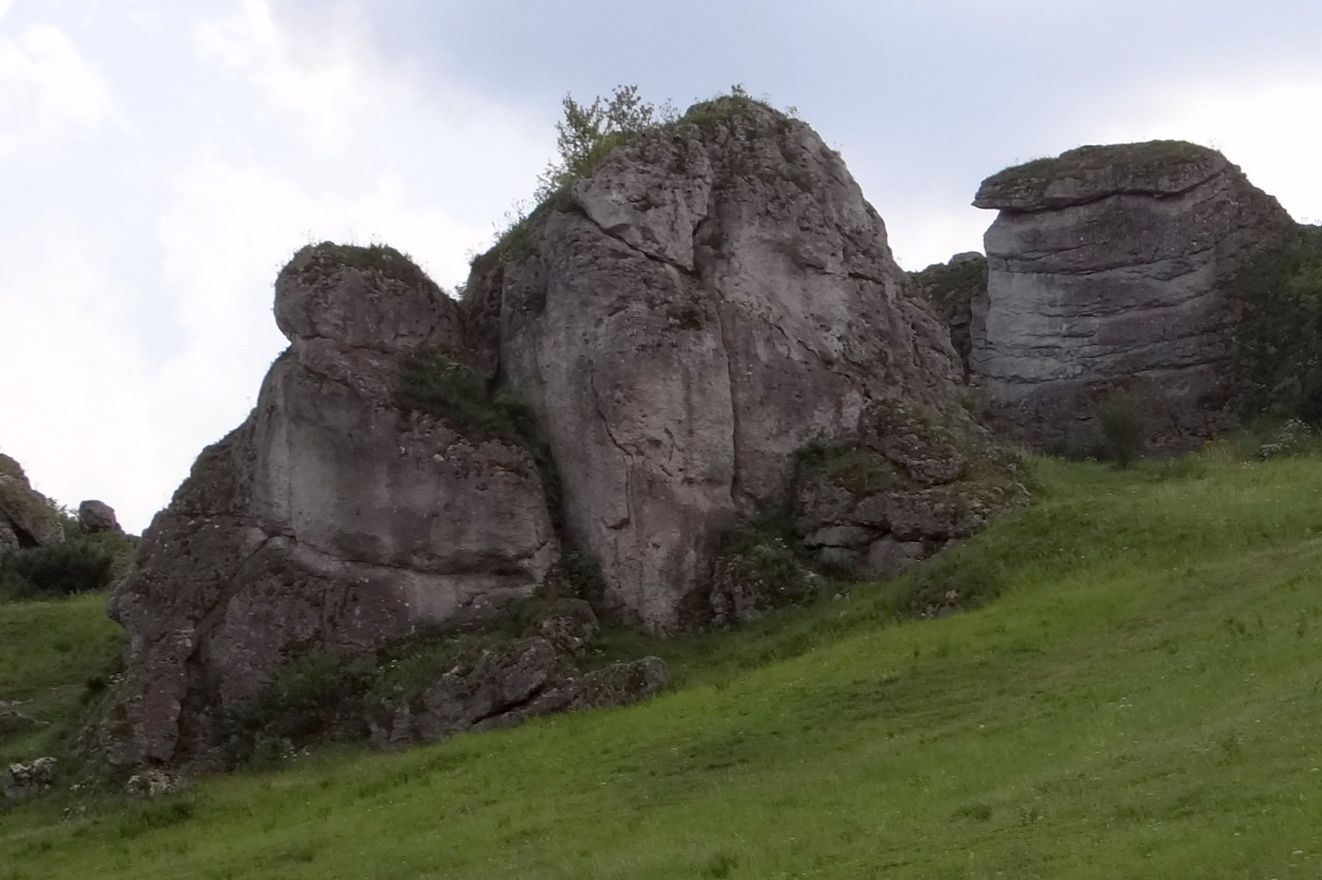
Od lewej:Filar Adeptów, Żółty Filar, Przekładaniec

Filar Adeptów – skała w ruinach Zamku w Olsztynie w miejscowości Olsztyn w województwie śląskim, w powiecie częstochowskim, w gminie Olsztyn. Jest to najbardziej na północ położona skałka w grupie trzech blisko siebie stojących skał. W kolejności od północy na południe są to: Filar Adeptów, Żółty Filar i Przekładaniec. Pod względem geograficznym jest to teren Wyżyny Częstochowskiej.
Wapienna skała znajduje się na terenie otwartym, na trawiastym zboczu w środkowej części ruin zamku. Przez cały dzień znajduje się w pełnym słońcu. Wspólnota gruntowa będąca właścicielem zamku zezwoliła uprawiać na niej wspinaczkę skalną. Skała ma wysokość 16 metrów i pionowe lub połogie ściany. Wspinacze skalni zaliczają ją do sektora Skał przy Zamku. Poprowadzili na niej 3 drogi wspinaczkowe o trudności od III+ do VI.2+ w skali Kurtyki, jest też jeden projekt. Dwie drogi mają zamontowane stałe punkty asekuracyjne: (ringi (r) i stanowiska zjazdowe (st). Skała wśród wspinaczy skalnych cieszy się średnią popularnością.
1. Droga Adeptów; III+ (do jej przejścia nie wystarczą same ekspresy)
2. Umierania czas; VI.2+, 5r + st
3. Projekt
4. Czarne chmury; VI.1+, 5r + st[1].